# Kalayaan (Laguna)
Kalayaan is een gemeente in de Filipijnse provincie Laguna op het eiland Luzon. Bij de laatste census in 2010 telde de gemeente bijna 21 duizend inwoners.

## Geografie

### Topografie en landschap
Kalayaan ligt in het noordoosten van de provincie Laguna op 109 km afstand oostelijk van de Filipijnse hoofdstad Manilla. De gemeente wordt in het noorden begrensd door de gemeente Lumban en in het zuiden door Paete. Het westelijke deel van de gemeente grenst aan het meer Laguna de Bay.
Het landschap van de gemeente varieert van heuvelachtig in het oostelijke deel tot relatief vlak in het westelijke deel. Deze heuvels bereiken een maximale hoogte van ruim 400 meter boven zeeniveau. Het westelijke deel van de gemeente grenzend aan Laguna de Bay ligt slechts 5 tot 20 meter boven zeeniveau.

### Bestuurlijke indeling
Kalayaan is onderverdeeld in de volgende 3 barangays:
- Longos
- San Antonio
- San Juan

## Demografie
Kalayaan had bij de census van 2010 een inwoneraantal van 20.944 mensen. Dit waren 259 mensen (1,2%) minder dan bij de vorige census van 2007. Ten opzichte van de census van 2000 was het aantal inwoners gegroeid met 1.364 mensen (7,0%). De gemiddelde jaarlijkse groei in die periode kwam daarmee uit op 0,68%, hetgeen lager was dan het landelijk jaarlijks gemiddelde over deze periode (1,90%).

De bevolkingsdichtheid van Kalayaan was ten tijde van de laatste census, met 20.944 inwoners op 46,6 km², 449,4 mensen per km².